# 薮内正彦
薮内 正彦（やぶうち まさひこ）は、日本の元アマチュア野球選手。ポジションは内野手。

## 来歴・人物
郡山高校では、3年生の時に1971年春の甲子園に三塁手として出場した。しかし、1回戦で深谷商業高校に敗れた。同年の夏の甲子園にも出場し、チームは準決勝に進んだが、その準決勝で磐城高校に敗れた。同年の8月～9月に実施されたハワイ遠征のメンバーにも選ばれた。同年の秋に開催された黒潮国体にも出場したが、準決勝で報徳学園高校に敗れた。
同年のドラフト会議で近鉄バファローズから8位指名されたが入団を拒否。
高校卒業後は早稲田大学に進学。大学卒業後は東芝に入社した。その後、東芝ソリューションの常務取締役を務めた。